# Gråtbron
Gråtbron är ett naturreservat i Köpings kommun i Västmanlands län.
Området är naturskyddat sedan 2010 och är 19 hektar stort. Reservatet ligger väster om Hedströmmen söder om Kolsva och består av en ravin utskuren av Hedströmmen och där det finns källor där vatten sipprar upp ur marken. Asp, björk, gran och gråal växer här.